# مایلز جاپ
مایلز جاپ (انگلیسی: Miles Jupp؛ زادهٔ ۸ سپتامبر ۱۹۷۹) یک کمدین و هنرپیشه اهل بریتانیا است. وی از سال ۱۹۹۹ میلادی تاکنون مشغول فعالیت بوده‌است.
از فیلم‌ها یا برنامه‌های تلویزیونی که وی در آن نقش داشته است می‌توان به هری پاتر و محفل ققنوس، مردان آثار یادبود، نگاه عشق،‌ حرکت اشتباه، باشگاه شورش و جانی اینگلیش دوباره متولد می‌شود اشاره کرد.